# 鰍沢警察署
鰍沢警察署（かじかざわけいさつしょ）は、山梨県警察が管轄する警察署の一つである。
2007年4月1日の管轄再編により、市川警察署（いちかわけいさつしょ）を統合した。

## 所在地

### 本庁舎
- 山梨県南巨摩郡富士川町最勝寺1306

本庁舎の所在地である最勝寺は旧増穂町の地区名であり、名称の「鰍沢」は隣町の町名を冠したものであった。

### 分庁舎

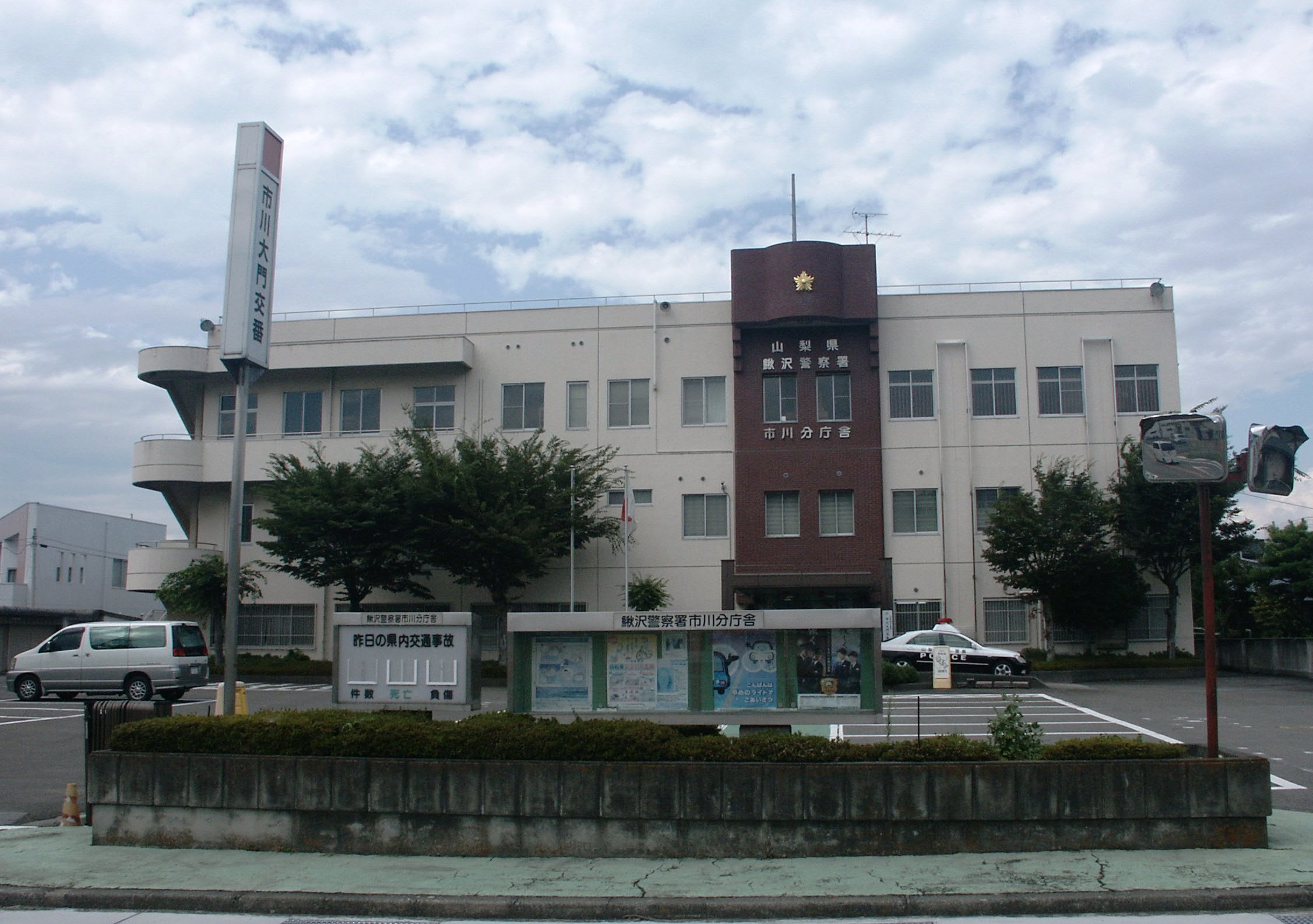
市川分庁舎・市川大門交番

- 市川分庁舎 - 旧市川警察署。火器や原付試験以外の全業務を扱っている。

山梨県西八代郡市川三郷町市川大門580-3

## 管轄区域
- 南巨摩郡富士川町
- 西八代郡市川三郷町

かつては早川町と旧下部町、旧中富町も管轄していたが、2007年（平成19年）4月1日の管轄再編で南部警察署管轄となった。

## 沿革
- 1873年（明治6年）10月 - 取締出張所として開署。
- 1886年（明治19年） - 南巨摩郡警察署に昇格。
- 1896年（明治29年） - 鰍沢警察署に改称。
- 1948年（昭和23年）3月7日 - 旧警察法の公布に伴い、国家地方警察鰍沢地区警察署に改称。
- 1954年（昭和29年）7月1日 - 警察法の改正に伴い、山梨県鰍沢警察署と改称。
- 1982年（昭和57年） - 現在地に新築移転。
- 2007年（平成19年）4月1日 - 市川警察署と統合。

## 交番

### 市川三郷町
- 市川大門交番（西八代郡市川三郷町市川大門580-3 市川分庁舎内）

## 警察官駐在所

### 富士川町
- 青柳駐在所（南巨摩郡富士川町青柳町1333-1）
- 最勝寺駐在所（南巨摩郡富士川町最勝寺351-6）
- 舂米（つきよね）駐在所（南巨摩郡富士川町舂米1539-1）
- 五開駐在所（南巨摩郡富士川町鰍沢5639-60）

### 市川三郷町
- 大同駐在所（西八代郡市川三郷町黒沢315-2）
- 上野駐在所（西八代郡市川三郷町上野1132）
- 岩間駐在所（西八代郡市川三郷町岩間951-1）